# كلوفيس الأول
كُلفيس الأول أو كْلوفِيس (Clovis I) (حوالي سنة 466 — 27 تشرين الثاني / نوفمبر 511) كان أول ملك للإفرنجة يوحد جميع القبائل تحت حاكم واحد.
خلف كلوفيس الأول والده شلدريك الأول في 481 مَلكا لقبائل السليان الفرنكيين، واحدة من قبائل الفرنجة الذين احتلوا المنطقة الواقعة إلى الغرب من نهر الراين السفلي، بما لديهم من مركز على طول الحدود بين فرنسا وبلجيكا.غزا كلوفيس القبائل الإفرنجية المجاورة وأعلن نفسه بأنه الملك الوحيد قبل وفاته. ويعتبر كلوفيس الأول مؤسس كلا من فرنسا وحكم سلاله الميروفنجيين التي حكمت الفرنكيين لقرنين. ميلاد النبي محمد كان عام 570 ميلادي

## الفرنجة
سمح الإمبراطور جُليان للفرنجة وهم من القبائل الجرمانية بعبور نهر الراين والاستقرار على حدود الإمبراطورية الرومانية، وعندما بدأ الانحلال والتدهور في القسم الغربي من الإمبراطورية الرومانية في القرن الخامس الميلادي توغل الفرنجة في أراضي الإمبراطورية، واستعمروا الأجزاء الشمالية من الغال ووصلوا إلى شمال مدينة باريس الرومانية، وكان من ملوكهم كلوديون الملتحي الذي انتصر على الجيوش الرومانية بقيادة أئسيوس ثم حكم بعده ميروفيوس الذي نسبت إليه السلالة الميروفنجية، ثم حكم من بعده ابنه شلدريك الأول ثم جاء ابنه كلوفيس الأول (سنة 481-511 م)

## فرنسا
توحدت المنطقة التي تشملها فرنسا اليوم لأول مرة سنة 486 م. قام الملك الفرنجي كلوفيس الأول (Clovis Ier) بلم شمل القبائل الجرمانية تحت لواء قبيلة الفرنجة. ضمت المملكة الجديدة قبائل عدة مثل الألـامان (Alamans)، البرغنديون (Burgondes) والقوط الغربيون (Wisigoths). بعد الوحدة انشطرت المملكة الفرنجية (و التي كانت تسمى بلاد الغال أو غالة) إلى ممالك، حكم كل منها أحد أبناء عائلة الميروفنجيين.
ومع القرن الخامس كان الفرنجة قد هزموا الرومان. وكان نتيجة ذلك تشكيل مملكة غالة تحت قيادة الملك كلوفيس الأول، وصارت باريس عاصمة لها.

## عماد كلوفيس
تحول كلوفيس إلى الكاثوليكية الرومانية، خلافا للارية الجرمانية المشتركة بين الشعوب في ذلك الوقت، بتحريض من زوجته كُلتيدة البرغندية، الكاثوليكية. وقد عمد في كاتدرائية رِمز، وكان لهذا أهمية بالغة في المراحل التالية لتاريخ فرنسا وأوروبا الغربية.

## تحالفات
سعى ثيودرك العظيم لإقامة تحالفات مع الممالك الجرمانية الأخرى في الغرب أو للهيمنة عليها. فتحالف مع الفرنجة بزواجه من أودوفلدة أخت كلوفيس الأول.

## معرض صور

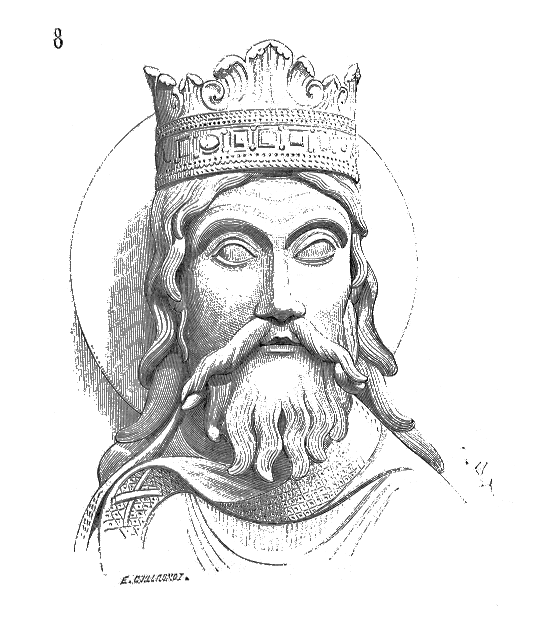
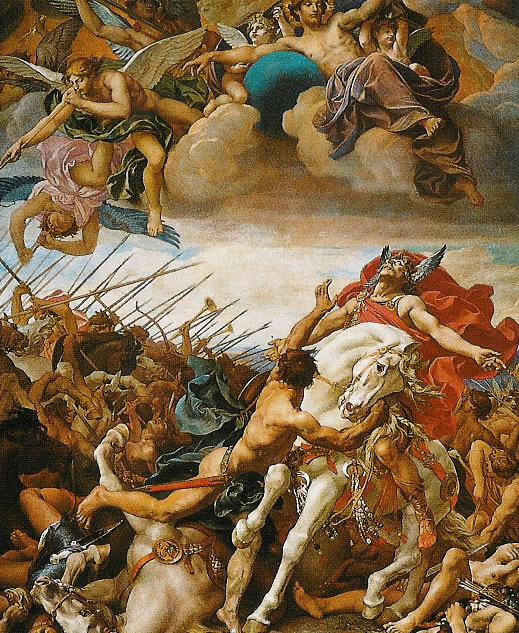
معركة تولبياك، بريشة «جوزيف بلان»، القرن التاسع عشر، مُتحف مقبرة العُظماء.
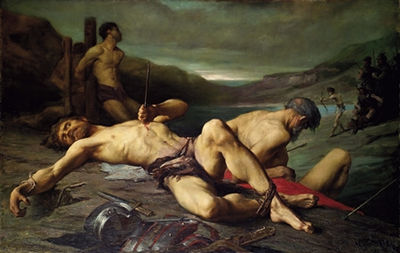
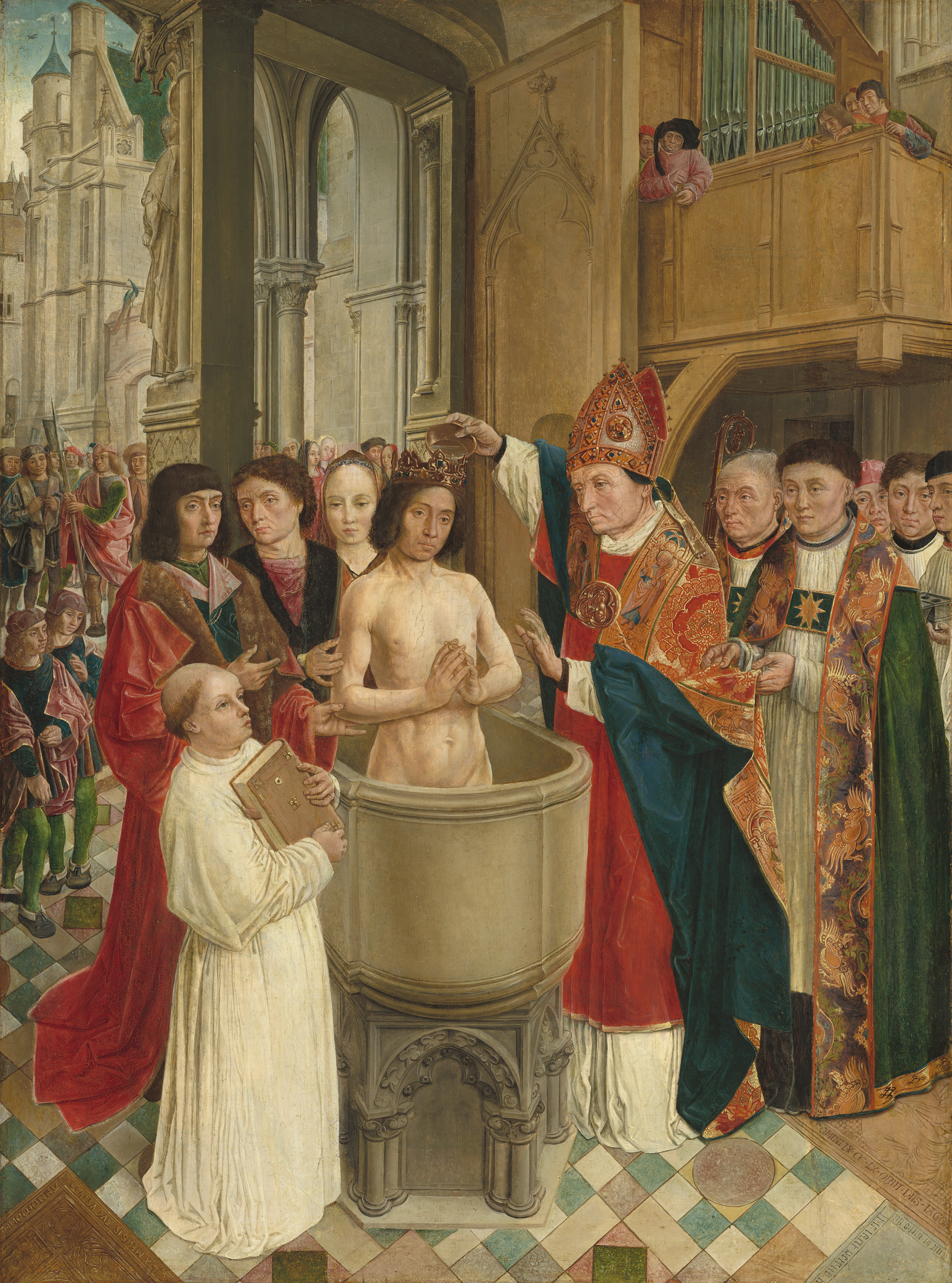